# 鰲西吟社
鰲西吟社為台灣日治時期創辦於台中廳沙轆支廳（今台中市清水區）的傳統詩社。由蔡惠如於1913年（大正二年）創立。1932年（昭和七年）召開第一次擊鉢吟會，當時社員有陳基六、黃凌霄、鄭聽春、蔡詒祥、蔡衍三、關定山等。1943年（昭和十八年），社長為李玉斯，社員有鄭邦吉、蔡詒祥、鍾傳宗、程璽外等。